# Calvarrasa de Abajo
Calvarrasa de Abajo ist ein westspanischer Ort und eine Gemeinde (municipio) mit 1.201 Einwohnern (Stand: 2024) im Osten der Provinz Salamanca in der Region Kastilien und León. Neben dem Hauptort Calvarrasa de Abajo gehören die Ortschaften Amatos, Los Arenales, El Salinar und Valdecarretas sowie die Wüstung La Cabezuela zur Gemeinde.

## Lage und Klima
Der ca. 795 m hoch gelegene Ort Calvarrasa de Abajo liegt im Süden der altkastilischen Hochebene (meseta). Der Río Tormes begrenzt die Gemeinde im Norden. Das Stadtzentrum der Großstadt Salamanca ist knapp zehn Kilometer in westnordwestlicher Richtung entfernt. Der Flughafen Salamanca liegt im Osten der Gemeinde. Durch die Gemeinde führt die Autovía A-50 von Salamanca nach Ávila.
Das Klima im Winter ist durchaus kühl; die geringen Niederschlagsmengen (ca. 435 mm/Jahr) fallen – mit Ausnahme der eher trockenen Sommermonate – verteilt übers ganze Jahr.

## Bevölkerungsentwicklung
| Jahr      | 1970 | 1981 | 1991 | 2001 | 2011 | 2021 |
| --------- | ---- | ---- | ---- | ---- | ---- | ---- |
| Einwohner | 1138 | 1013 | 1096 | 985  | 1135 | 1169 |

## Sehenswürdigkeiten
- Peterskirche (Iglesia de San Pedro)
- Rathaus

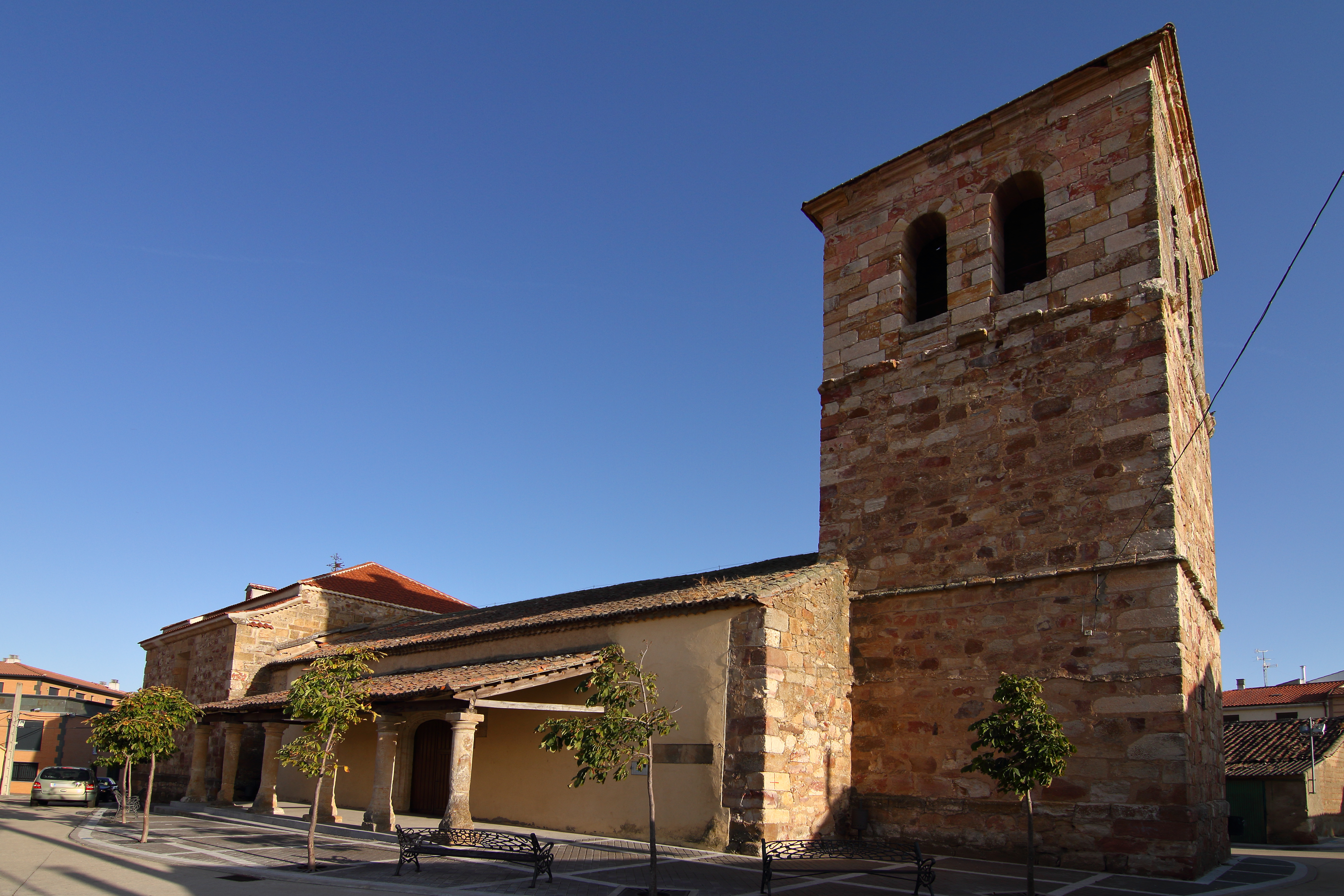
Peterskirche